# 布雷讷河
布雷讷河（法語：Brenne，法語發音：[bʁɛn] ⓘ）是法国勃艮第-弗朗什-孔泰大区科多尔省的河流，是阿爾芒松河的右支流，长72千米，发源自松贝农，于比丰流入阿尔芒松河。